# Sternotomis strandi
Sternotomis strandi är en skalbaggsart som beskrevs av Stefan von Breuning 1935. Sternotomis strandi ingår i släktet Sternotomis och familjen långhorningar.
Artens utbredningsområde är:
- Angola.
- Gabon.

Inga underarter finns listade i Catalogue of Life.